# Parc national de Dilidjan
Le parc national de Dilidjan (en arménien : Դիլիջան ազգային պարկ) est l'un des quatre parcs nationaux d'Arménie. 
D’une superficie de 279 km2, le parc est situé dans la région de Tavush, au nord-est de l'Arménie.
Le parc national de Dilidjan a été créé en 1958, pour protéger les forêts de hêtres et de chênes, les pins, les ifs et les lacs de montagne.
Le parc est réputé pour ses paysages forestiers, sa riche biodiversité, ses sources d'eau minérale médicinale, ses monuments naturels et culturels et son vaste réseau de sentiers de randonnée.

## Géographie
Le parc national s'étend sur les pentes des monts Pambak, Areguni, Miapor, Idjevan et Halab, à une altitude de 1 070 m à 2 300 m. 
La rivière Aghstev et ses principaux affluents, les rivières Hovajur, Shtoghanajur, Bldan, Haghartsin et Getik traversent le parc national. 
Les lacs principaux du parc sont le lac Parz, le lac Gosh et le Tzrkalich.

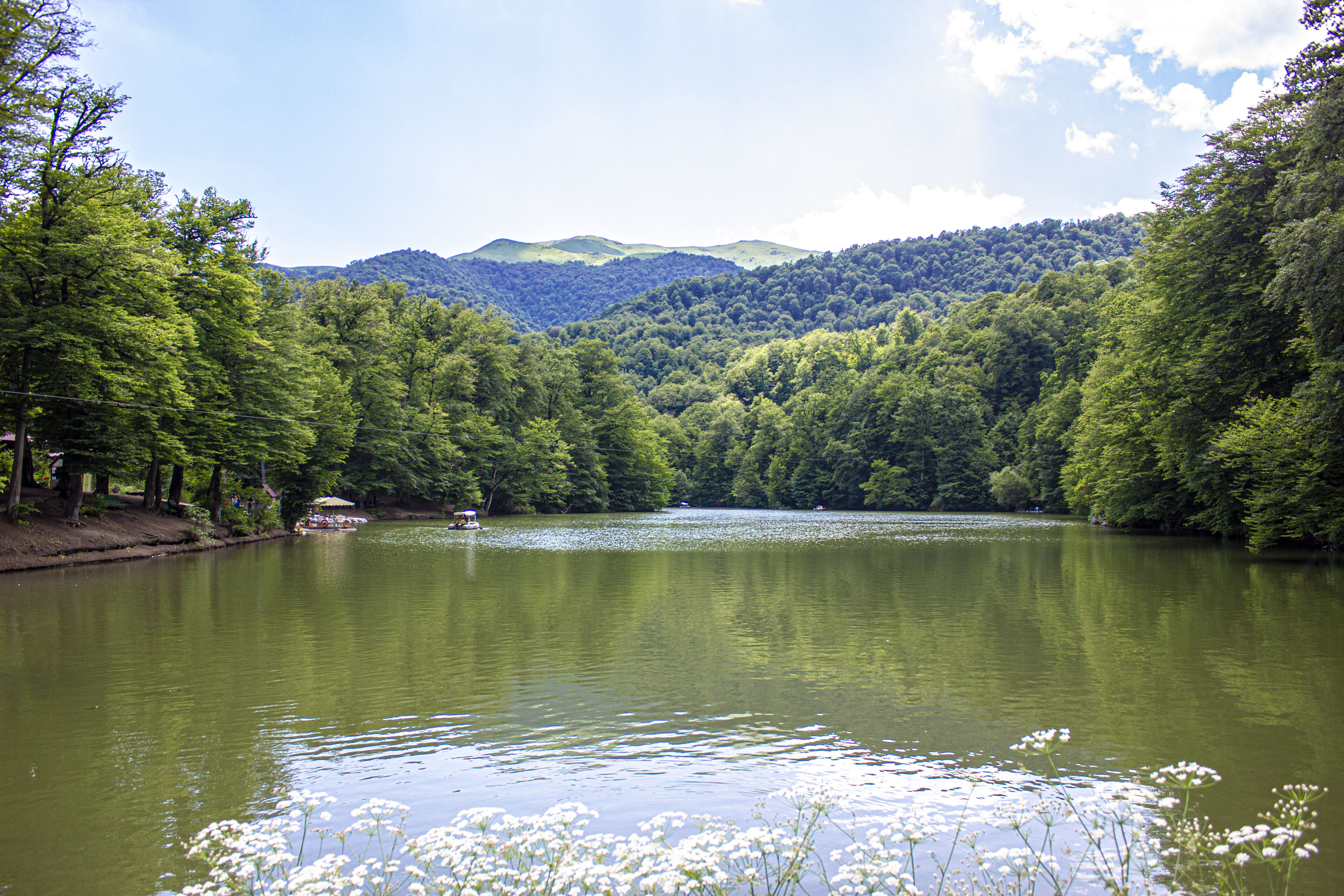
Lac Parz.
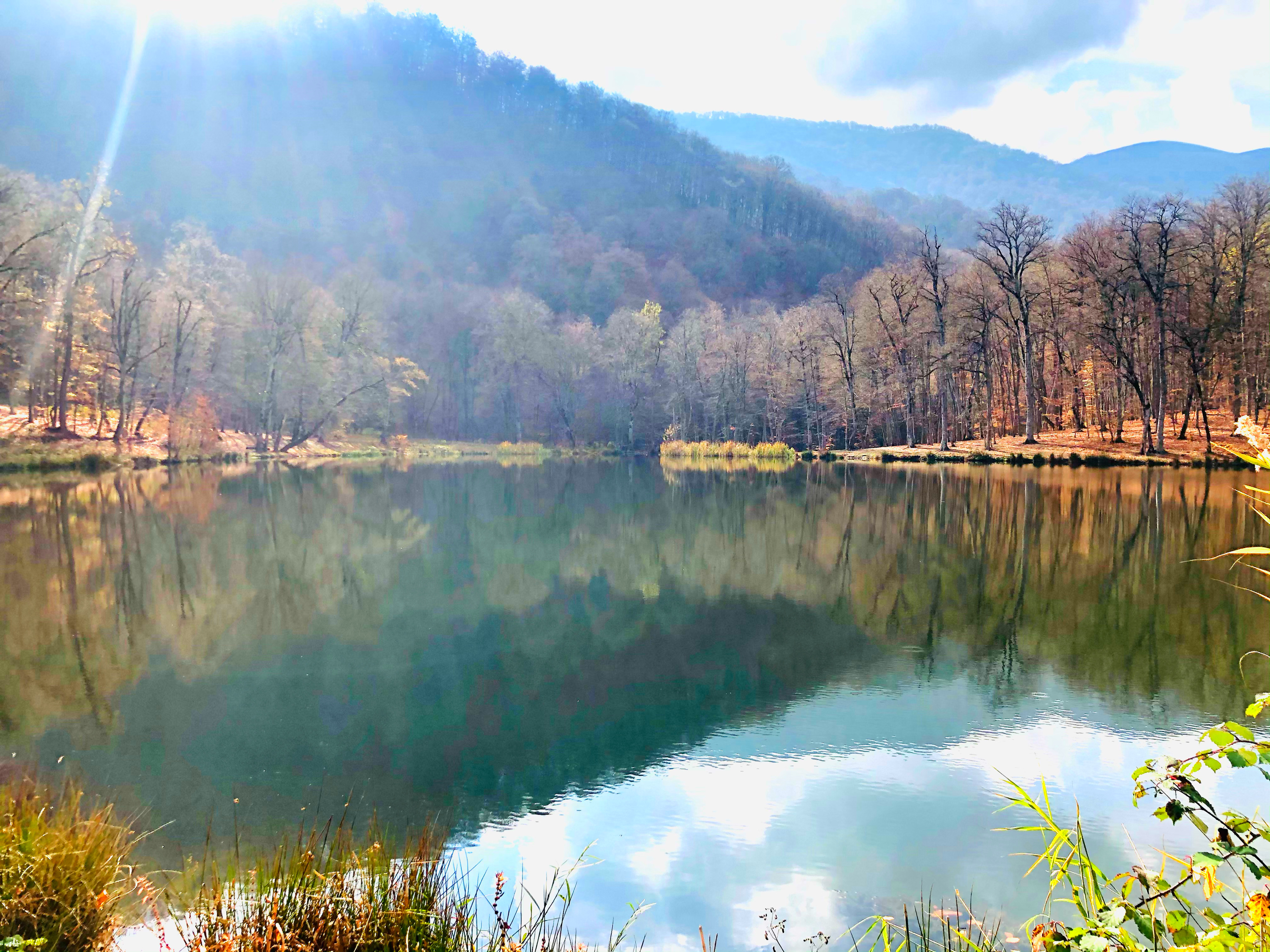
lac Gosh.

## Faune et flore
On y trouve plus de 1 000 espèces de plantes, parmi lesquelles les plus répandues sont : le chêne (de diverses variétés), le hêtre, le charme, le frêne, quelques variétés de tilleuls, d'érables et d'autres encore. Quelques variétés de plantes, comme le Lychnis, le Fritillaire et certaines variétés d'orchidées sont inscrites dans le Livre Rouge de l'Arménie .
107 espèces d'oiseaux sont présentes dans le parc parmi lesquels : le Tétras du Caucase, la Caille des blés, le Milan noir, l'Aigle pomarin, le Percnoptère, le Pigeon ramier, le Hibou grand-duc, le Strix, la Tétraogalle de Perse, l'Aigle royal, le Gypaète barbu, le Vautour fauve, la Perdrix grise, la Linotte à bec jaune, le Serin à front d'or, le Moineau soulcie, les Alaudidae, la Huppe fasciée, le Martin-pêcheur d'Europe, la Bergeronnette grise, la Motacilla, la Grande aigrette et beaucoup d'autres.
45 espèces de mammifères sont représentées dans le parc : l'Ours brun, le loup, le renard, le blaireau, la martes, le lynx. Parmi les plus répandus : le mulot, le Sciurus anomalus, les Gliridae, le lièvre, le sanglier, le Cerf Sika et le chevreuil.
16 espèces de reptiles et 4 espèces d'amphibiens sont également présentes dans la parc de Dilidjan.

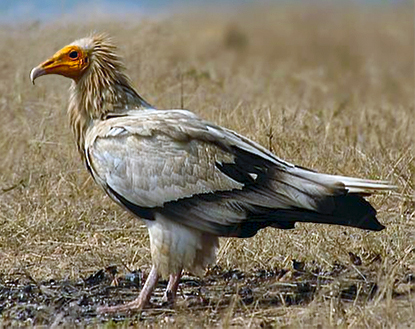
Percnoptère
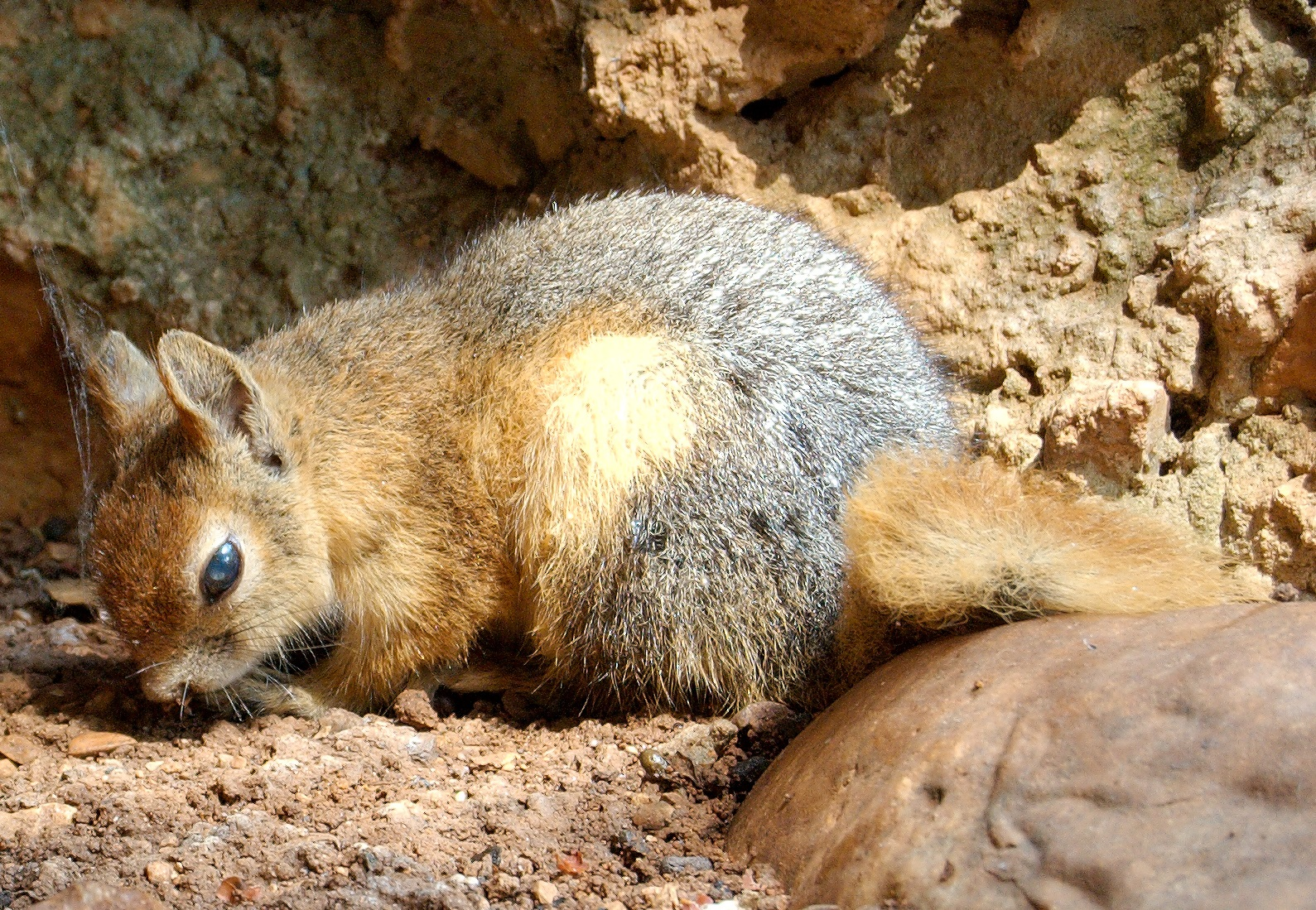
Sciurus anomalus - écureuil de Perse
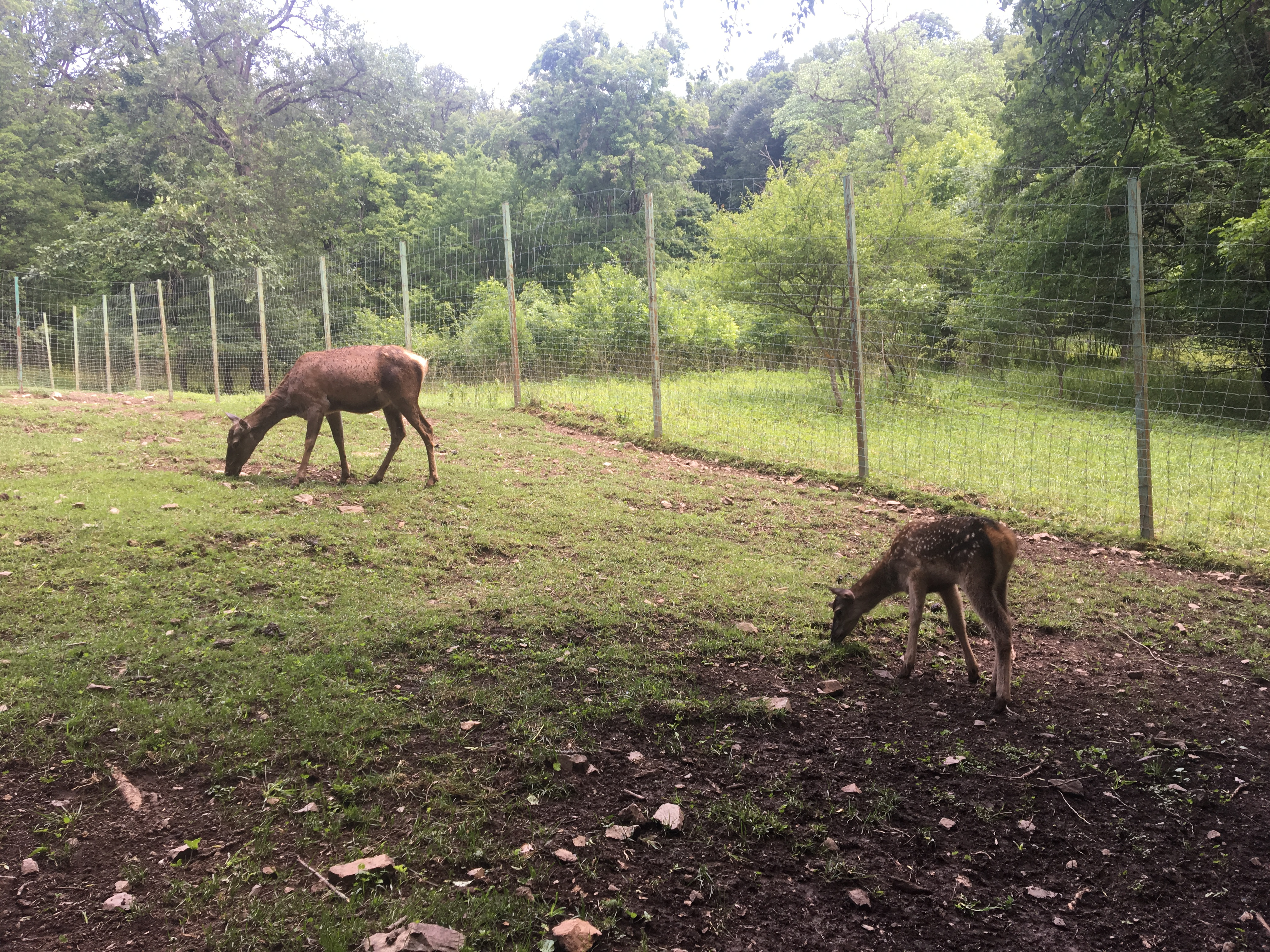
Rennes

## Monuments culturels
Les principaux monuments culturels situés dans le parc national de Dilidjan comprennent le monastère de Haghartsin (XIIe – XIIIe siècles), Goshavank (XIIe – XIIIe siècles), Jukhtak Vank (XIe – XIIIe siècles), Matosavank (Xe – XIIIe siècles) et Aghavnavank (XIe siècle).

## Galerie

Vue panoramique du parc.